# (2157) Ashbrook
(2157) Ashbrook (A924 EF) – planetoida z pasa głównego asteroid okrążająca Słońce w ciągu 4,65 lat w średniej odległości 2,78 au. Odkryta 7 marca 1924 roku.